# Горни Суви До
Горни Суви До (на сръбски: Горњи Суви До; на албански: Suhodolli i Epërm) е село в Косово, разположено в община Северна Косовска Митровица, Северно Косово. Населението му според преброяването през 2011 г. е 224 души, от тях 100 % са записани албанци.

## Население
Численост на населението според преброяванията през годините:
- 1948 – 104 души
- 1953 – 164 души
- 1961 – 263 души
- 1971 – 340 души
- 1981 – 428 души
- 1991 – 451 души
- 2011 – 224 души